# Słowo Powszechne
Słowo Powszechne est un quotidien catholique polonais publié de 1947 à 1997.

## Histoire
Le journal est créé en 1947 à l'initiative de Bolesław Piasecki en tant qu'organe de l'Association PAX. Le 18 février 1947, par lettre n° 1642/1947, l'Office central de contrôle de la presse, des publications et des représentations accorde à la société d'édition PAX l'autorisation de publier le quotidien Słowo Powszechne avec un tirage de 40 000 exemplaires. Le premier numéro est publié le 22 mars 1947. Le journal encourage la coopération des milieux catholiques avec les autorités de la République populaire de Pologne. Il est critiqué par l'épiscopat polonais, qui n'a jamais reconnu Słowa comme magazine catholique.
En octobre 1956, la revue publie un article de Bolesław Piasecki]intitulé « Instynkt państwowy » (« L'instinct d’État »), qui devient prétexte à une campagne contre l'auteur et contre l'association PAX. Cette campagne conduit à l'enlèvement et au meurtre du fils de Bolesław Piasecki, Bohdan.
En 1962, la revue finance la coupe Kazimierz Siemienowicz pour la première compétition nationale de fusées amateurs (Zawody Rakiet Amatorskich) organisée par l'aéroclub de la République populaire de Pologne (Aeroklub Polskiej Rzeczypospolitej Ludowej).
Le 11 mars 1968, le magazine lance une brutale campagne antisémite dans les médias polonais, publiant l'article « Do studentów Uniwersytetu Warszawskiego » (« Aux étudiants de l'université de Varsovie »),, qui contribue au départ  du pays de plusieurs milliers de Juifs, souvent déjà assimilés. Le magazine fait un tirage de 100 000 exemplaires.
Après l'imposition de la loi martiale, la publication du journal est suspendue. Le magazine reprend le 18 février 1982. En 1993, il change son titre en Słowo - Dziennik Katolicki et, en 1997, il est fermé.